# CPT (реклама)
CPT, англ. Cost per Thousand, Цена за тысячу контактов, Cost per mille, CPM — стоимость 1000 контактов со слушательской, читательской или зрительской аудиторией.
CPT — один из базовых медиапоказателей, который позволяет сравнить ценовую эффективность разных типов медиа, способом приведения их к одному параметру — цене за тысячу контактов.
Чем ниже CPТ рекламного средства, тем дешевле обходится рекламодателю влияние на целевую группу. CPT — более универсальный показатель нежели CPP (Цена за пункт), так как он позволяет сравнить ценовую эффективность разных медианосителей и типов медиа. Значение же пункта рейтинга несколько отличается в каждом медиа из-за разницы в методах измерения, в то время как «контакт» остается универсальной единицей.

## Расчет
Цена за тысячу контактов рассчитывается с помощью следующей формулы:
- CPT = (стоимость рекламы / количество контактов) * 1 000

### Пример расчета
Стоимость рекламы — $18 500.
Общее количество контактов с рекламным сообщением — 3 100 000.
В таком случае, стоимость тысячи рекламных контактов CPT = ($18 500/3 100 000)*1000 = $5.97